# أنتوني ستيوارت لويد
أنتوني ستيوارت لويد (بالإنجليزية: Anthony Stuart Lloyd)‏ هو مغني ومغني أوبرا بريطاني، ولد في 1967.